# 卢卡奇·捷尔吉
卢卡奇·捷尔吉（匈牙利語：Lukács György，發音：[ˈlukaːt͡ʃ ˈɟørɟ]；1885年4月13日—1971年6月4日），匈牙利马克思主义哲学家和文艺批评家，20世紀西方马克思主义最重要的開創者。

## 生平
1885年4月13日，盧卡奇生於匈牙利的首都布達佩斯。他的父親約瑟夫是個出身貧苦的猶太人，通過自學，在24歲時擔任英奧銀行布達佩斯分行的總經理，56歲時成為匈牙利最大的通用信貸銀行的總經理，這樣的成就讓他獲得了貴族的封號。他還關心藝術和科學，曾資助托馬斯·曼出版他的小說，對兒子的志向也是全力支持。母親艾爾達是奧地利人，因為母親偏愛長子，所以盧卡奇和她的關係並不好，相較而言與父親和妹妹溝通較多。
1894年，開始上學。盧卡奇高中時就鍾愛寫劇評，對易卜生特別崇拜。1902年6月，高中畢業後考上布達佩斯大學學習法律和政治經濟學。1904年，他和朋友組織劇社，翻譯排演話劇。1907年12月，盧卡奇和伊爾瑪相識，伊爾瑪是波蘭尼的堂妹，1908年，他們一起到佛羅倫斯旅行，他們在經歷了熱戀之後最終並未走到一起。伊爾瑪的弟弟埃爾諾是匈牙利共產黨的創黨成員，盧卡奇也是通過他的介紹才認識的庫恩。1909年11月，獲布達佩斯大學哲學博士。秋，到柏林大學跟隨西美爾和狄爾泰學習，他和布洛赫都是西美爾圈子的成員，一起討論問題。1911年5月18日，伊爾瑪投河自盡，這讓盧卡奇心中很內疚。1912年，受布洛赫影響，盧卡奇到海德堡大學，跟隨馬克斯·韋伯學習，也受到了當時新康德主義思潮的影響，上過文德爾班和里克特的課，並結識了研究康德的埃米爾·拉斯克。1914年，他瞞著家裡和一位俄國的革命分子葉蓮娜結婚，結婚不久後她便愛上了一位鋼琴家。1915年，盧卡奇受到徵兵單，他找到雅斯培請他開具證明免除兵役。12月，盧卡奇和巴拉茲組織沙龍，討論哲學、美學、倫理學方面的問題，豪塞和曼海姆都是該沙龍的成員。1917年秋，他和葉蓮娜離婚，返回了布達佩斯。
1918年12月，盧卡奇加入剛剛成立的匈牙利国共产党。1919年，匈牙利国共产党和匈牙利社会民主党合并为匈牙利国社会党，并建立匈牙利蘇維埃共和國，盧卡奇在3月—8月担任教育和文化人民委员。不過新政权只維持了133天，盧卡奇就在布達佩斯從事地下活動。9月偷渡到維也納，開始了十年的流亡生涯。流亡的匈牙利共產黨分成兩派，一派仰仗蘇聯，由庫恩領導，另一派以維也納和柏林作為根據地獨立展開活動，由兰德勒·詹诺領導。盧卡奇認為庫恩的受蘇聯官僚控制，所以加入兰德勒派。1920年，葛楚德是盧卡奇妹妹的朋友，她的丈夫死後帶著孩子移居維也納，流亡維也納的盧卡奇就在她家租住，兩人便結成了終身伴侶。1928年，為匈牙利國共產黨草擬政綱——即《勃魯姆提綱》，而因兰德勒去世，盧卡奇的觀點在黨內沒有獲得什麼支持，庫恩還將他趕出了中央委員，還打算開除他的黨籍。1929年，盧卡奇做了違心的自我批評後，奉命回到布達佩斯領導地下黨。1930年，被趕出政治實務的盧卡奇到莫斯科的馬克思-恩格斯研究院做研究。1931年，移居柏林，在《左曲線》雜誌上發表文章。1933年，希特勒上台後《左曲線》停刊，盧卡奇回到莫斯科一直到戰爭結束。1941年，盧卡奇和魯達什被控是匈牙利政治警察的代表，在牢中關了兩個月，在匈牙利共產黨的營救下出獄。
1945年8月1日，重返布達佩斯，結束了共計26年的流亡生涯。回國後，他被委任為布達佩斯大學教授，還當上了國會議員。1949年，出版的《文學與民主》被時任文化部長雷瓦伊·約瑟夫批評，盧卡奇再度做了違心的自我批判。1952年，拉科西·馬加什發動大審訊和大搜捕。1953年，斯大林死後，拉科西失勢，盧卡奇也開始恢復聲譽。1956年，蘇共“二十大”之後，反對拉科西的勢力快速成長起來，6月15日，盧卡奇在裴多菲俱樂部公開抨擊斯大林時代的獨斷。10月23日，革命爆發，納吉被任命為總理，盧卡奇成为匈牙利劳动人民党中央委員兼匈牙利文化部長。不過新政府只成立了13天就被蘇聯鎮壓，盧卡奇與其他政要躲進南斯拉夫領事館，但還是被抓，被流放至羅馬尼亞。
1957年4月，盧卡奇被准許返回布達佩斯，他因為沒有參與新政府的組織而免去一死。雖然他沒有被開除黨籍，但1956年匈牙利劳动人民党改组为匈牙利社会主义工人党后，盧卡奇沒有重新登记黨籍。一直到1964年，他都是國內批判的對象，有人指責他是修正主義，有人指責他維護普遍民主，是反革命。1965年後，盧卡奇才又逐漸恢復名譽。
1971年6月4日，盧卡奇病逝。

## 主要著作
- 《存在主义还是马克思主义?》韩润棠，商务印书馆，1962
- 《青年黑格爾》，王玖兴，商务印书馆，1963
- 《盧卡奇論文集》，中國社會科學出版社，1980
- 《理性的毀滅》，王玖興，山東人民出版社，1988；程志民，江苏教育出版社，2005
- 《小說理論》，楊恆達，五南，1988；燕宏远，商务印书馆，2012
- 《歷史與階級意識》，张西平，重庆出版社，1989；王偉光、張峰，華光出版社，1989；杜章智，商务印书馆，2009
- 《社會存在本體論導讀》，沈耕，華夏出版社，1989
- 《关于社会存在的本体论》，白锡堃，重庆出版社，1996
- 《列寧》，张翼星，远流出版事业股份有限公司，1991
- 《審美特性》，徐醇恆，中國社會科學出版社，2014
- 《民主化的进程》，张翼星，中国人民大学出版社，2016

## 腳註
1. 1 2  刘昌元（1991年），第2-4页
2. ↑  杜章智（1986年），第51-73页
3. ↑  杜章智（1986年），第206页
4. ↑  刘昌元（1991年），第18页
5. ↑  刘昌元（1991年），第23页
6. ↑  杜章智（1986年），第36-39、109页
7. ↑  杜章智（1986年），第36-39页
8. 1 2 3 4  刘昌元（1991年），第5-13页
9. ↑  李渚青（1990年）
10. ↑  杜章智（1986年），第165页
11. ↑  杜章智（1986年），第225页